# Destino (álbum)
Destino es el cuarto y último álbum de estudio de la banda de rock Kannon. Fue producido y mezclado por Pablo Iglesias, grabado por Pablo Pulido y masterizado por Andy VanDette. El trabajo venía acompañado de un DVD que incluía doce temas en directo de la presentación de Destino, cinco temas en directo en el Festimad de 2004, sesiones de grabación, videoclips, fotos y entrevistas.
En este LP, Kannon optó por un sonido que, prácticamente, desechaba el metal y el rap, acercándose a un rock más tradicional y, en algunos momentos, incluso alternativo.

## Lista de temas
1. "Soledad"
2. "Ser Mayor"
3. "Sobran Detalles"
4. "Nos Tratamos Como Extraños"
5. "Destino"
6. "Diferente"
7. "Una Vez Más"
8. "Sigo Siendo Igual"
9. "Maldito el Día"
10. "La Luna Escapa del Sol"
11. "Ven"

## Créditos
- Vicente Folgar "Cody MC" - voz
- David Álvarez - guitarra
- Anxo Bautista - guitarra
- Óscar Durán "Uka" - bajo
- Daniel de Castro "hbt. Ouzo" - batería
- Pablo Iglesias - producción y mezclas
- Pablo Pulido - grabación
- Andy Vandette - masterización